# Альберік Тайлефер Тулузький
Вільгельм Альберік Тайлефер (фр. Guillaume Albéric Taillefer; бл. 1157–1183) — граф Гренобльський та  Альбонський (спільно з дружиною Беатрисою Альбонською) в 1164—1183 роках.

## Життєпис
Походив з династії Раймундідів. Другий син Раймунда V, графа Тулузи, та Констанції (доньки Людовика VI Капета, короля Франції). Народився близько 1157 року. 1164 року влаштовано його шлюб з Беастрисою, донькою Гіга V, дофіна В'єннського. Фактична влада опинилася в регента — стрийка Альфонса, що зберігав владу до 1167 року.
Війська дофіна брали участь у війні проти Гумберта III, графа Савойського. Боротьба завершилася мирним договором за посередництва П'єра II, архієпископа Тарантесу.
1180 року подарував абатству Нотр-Дам-де-Тамі землю Черно біля Комбе. 1183 року надав картезіанському абатству Нотр-Дам-де-Дурбон пасовиська поблизу цього монастиря. Невдовзі після цього Альберік помер.